# Soberanía tecnológica
La soberanía tecnológica se refiere a la capacidad de un Estado, comunidad o entidad para ejercer un control autónomo sobre el desarrollo, la implementación y el uso de las tecnologías que sustentan sus sistemas sociales, económicos y políticos. Este concepto implica la habilidad de diseñar, producir y gestionar de manera independiente infraestructuras tecnológicas, incluyendo software y hardware, con el objetivo de reducir la dependencia de actores externos, como corporaciones transnacionales o países con hegemonía en el ámbito tecnológico. Además, abarca la protección de los intereses nacionales y la alineación de las tecnologías con los valores, derechos y prioridades de la sociedad que las utiliza.
La soberanía de datos o soberanía de la información a veces se superpone con la soberanía tecnológica, ya que sus distinciones no son tan claras, y también se refiere a la sujeción de la información a las leyes del país en el que el ciudadano o la información se almacena, cualquiera que sea su forma, incluso cuando se haya convertido y almacenado en formato digital binario.

## Concepto
Si bien no hay muchos autores que hayan conceptualizado sobre el término, se entiende que en el mundo globalizado en que vivimos, la dependencia de corporaciones trasnacionales tanto en Sistemas Operativos, Software de Gestión, Hardware e Infraestructura es extremadamente alta. La tendencia a ir al modelo de nube tanto en infraestructura como en software es muy alta (conocido como Software as a Service y Hardware e Infraestructure as a Service). Alcanza con ver los ejemplos de los modelos que ofrecen tanto Microsoft como Google con sus productos Office 365 o Google Drive  o el iCloud de Apple en donde ya no es necesario utilizar un computador con disco duro ya que desde cualquier dispositivo sea teléfono inteligente, tableta o computadora se pueden editar y almacenar desde documentos de trabajo hasta fotos, calendarios, agendas y demás información utilizada por todos hoy día. Toda la ingeniería está enfocada en "hacerlo simple" o "en un par de clicks" y tentar al usuario a ir hacia estos modelos.
La extensión de la Web 2.0 y los servicios de redes sociales (Facebook, Twitter, Instagram, etc) impactan en la vida cotidiana de millones de seres humanos: sus fotografías, historia de vida, trabajo, hábitos y costumbres enfocan también sus recursos a hacerlo muy simple de acceder e interconectar. Por detrás de la "magia de lo simple" nos encotramos con un trabajo de profiling, término utilizado originalmente en la ingeniería de software para programas, pero que se utiliza también en lo que se denomina ingeniería social y aplica a las actividades realizadas sobre personas de cara a la generación de perfiles de usuarios, ubicación (gracias a la geolocalización de los dispositivos móviles y localización por dirección IP entre otros), usos y costumbres, etc. que hace posible identificar tanto potenciales clientes como potenciales "amenazas" a los intereses de las corporaciones y las agencias para las que colaboran. Alcanza para esto ver el efecto del Proyecto PRISM denunciado por Edward Snowden en 2013.
Por tanto es indispensable poder visualizar un mundo en el futuro cercano en donde los Países y Bloques Regionales tengan las capacidades para ser independientes y soberanos en el control tanto de la fibra óptica por la que circula información de carácter Estatal como individual de sus habitantes, como de los centros de datos donde se almacena la información sensible o personal y poder resguardar y dar garantías tanto legales como jurídicas de que no serán utilizadas para negociar o para hacer seguimiento tanto de políticos y empresas estatales, como fuera revelado en el año 2013 en América Latina con las escuchas a la presidenta de Brasil Dilma Ruseff como seguimiento de ciudadanos con ningún fin.
Además de proyectos como el impulsado por UNASUR de un anillo de fibra óptica soberana y centros de datos soberanos (una de las propuestas realizadas en la Reunión de Autoridades y Expertos en Seguridad Informática y de las Telecomunicaciones del MERCOSUR, 17 de septiembre de 2013, Caracas ), se debe bregar por el uso de Software Libre, que permite el análisis y control de sus contenidos y alcance así como también de iniciar caminos para el desarrollo de hardware libre que permita los mismos análisis y controles.
De acuerdo con Alex Haché:

La soberanía tecnológica trata de tecnologías desarrolladas desde y para la sociedad civil, y las iniciativas que la conforman intentan crear alternativas a las tecnologías comerciales y/o militares. Sus acciones prueban ceñirse a imperativos de responsabilidad social, transparencia e interactividad, por lo que se refuerzan los grados de confianza que se puede depositar en ellas.Se basan en software, hardware o licencias libres porque los usan o desarrollan (a menudo coincidiendo ambas dinámicas), pero sus características van más allá de esta contribución.
El desarrollo mismo de sus iniciativas fomenta la transformación social a través del empoderamiento de sus participantes. Ya sea gracias a metodologías de desarrollo participativo que unen el «hazlo tú misma» con el «hacedlo juntas», o modelos que apuestan por el cooperativismo, el trueque, el intercambio entre iguales y otras expresiones de economía social.
Alex Haché

## Antecedente históricos

### Software libre y de código abierto (FOSS)
La historia del software libre y de código abierto comienza en los años 1980, cuando la mayoría del software era privativo y algunos programadores impulsaron proyectos libres. Antes, en las primeras computadoras, el desarrollo del software era colaborativo, pero esto cambió en los años 1960 y 1970 con la privatización del código por parte de algunas compañías.
El software libre y de código abierto, también conocido como FOSS (Free and Open Source Software) o FLOSS (Free/Libre Open Source Software), permite a los usuarios estudiar, modificar y mejorar su diseño gracias a la disponibilidad del código fuente. Es importante no confundir el software libre con el "freeware", ya que aunque a menudo es gratuito, el FOSS también puede ser vendido. La confusión aumenta en inglés, donde "free" puede significar tanto "libre" como "gratis".

### Hardware libre
Se llama hardware libre, hardware de código abierto, electrónica libre o máquinas libres a aquellos dispositivos de hardware cuyas especificaciones y diagramas esquemáticos son de acceso público, ya sea bajo algún tipo de pago, o de forma gratuita. La filosofía del software libre es aplicable a la del hardware libre, y por eso forma parte de la cultura libre. Un ejemplo de hardware libre es la arquitectura UltraSparc cuyas especificaciones están disponibles bajo una licencia libre. La replicación de hardware médico con código gratuito y abierto proporciona ahorros superiores al 90% del coste, lo que hace que el material médico y científico resulte mucho más accesible.
Algo del ímpetu para el desarrollo del hardware libre fue iniciado en 2001 con el Challenge to Silicon Valley publicado por Kofi Annan. Debido a que la naturaleza del hardware es diferente a la del software, y que el concepto de hardware libre es relativamente nuevo, aún no ha surgido una definición exacta del término.
Dado que el hardware tiene asociados a él costos variables directos, ninguna definición de software libre se puede aplicar directamente sin modificación. En cambio, el término hardware libre se ha usado principalmente para reflejar el uso del software libre con el hardware y el lanzamiento libre de la información con respecto al hardware, a menudo incluyendo el lanzamiento de los diagramas esquemáticos, diseños, tamaños y otra información acerca del hardware. De todos modos, incluye el diseño del hardware y la distribución de los elementos en la tarjeta madre.
Con el auge de los dispositivos de lógica programable reconfigurables, el compartir los diseños lógicos es también una práctica de hardware libre. En vez de compartir los diagramas esquemáticos, el código HDL es compartido. Esto difiere del software libre. Las descripciones HDL son usadas comúnmente para instalar sistemas SoC en FPGA o directamente en diseños ASIC. Los módulos HDL, cuando se distribuyen, son llamados semiconductor intellectual property cores, o núcleos IP.

### Infraestructuras autónomas
Una infraestructura servidora autónoma puede definirse como aquella compuesta de nodos (servidores) cuya sostenibilidad se basa en voluntarios (remunerados o no) y cuya financiación proviene de una comunidad de usuarios a la que prestan sus servicios. Por lo tanto, dicha infraestructura autónoma no depende de las instituciones públicas o corporaciones privadas para su funcionamiento. 
En otros casos y dados los altos costos que implica la compra, soporte y mantenimiento de los mismos, se puede hablar de redes de servidores distribuidos en varios países (integrantes de un bloque como la Unión Europea, UNASUR u otras) en donde ninguno de ellos y por sí solos, independientemente de los gobiernos o cambios en los mismos, puede hacerla caer y que se encuentre en condiciones de funcionar en forma autónoma, auditada y transparente de manera de garantizar que los datos almacenados no son espiados, comprados o vendidos o utilizados para ningún fin comercial o ilícito como el espionaje.
Dentro de la infraestructura es de vital importancia el cableado de fibra óptica. En especial el cableado de fibra submarino que es el que permite la interconexión de todo el mundo y el que puede ser vulnerado (sea por roturas accidentales pero fundamentalmente por definiciones políticas de los gobiernos a los que responden las empresas propietarias de los mismos). Es un dato a tener en cuenta la preparación de submarinos para la eventual rotura de los mismos.
Actualmente el mapa mundial de cables submarinos nos muestra un diseño desalentador, en donde pocas y grandes corporaciones son las propietarias de dichos cables y en muchos de los casos tienen el poder y se exige el permiso de poder auditar, censurar o bloquear determinado tipo de contenidos o tráfico de determinados países o usuarios. Uno de los casos más emblemáticos de este problema es el que sufre Cuba como parte del bloqueo impuesto en los años '60 como señalan diferentes portales e informes oficiales.
A modo de ejemplo podemos analizar la conexión de América Latina con África. Hay solamente dos cables submarinos. Uno perteneciente a China Unicom y el otro perteneciente a la firma Angola Cables. No hay ningún país latinoamericano que sea propietario de fibras que cruzan el Océano Atlántico hacia África.
Ente los pocos - o casi nulos - proyectos de fibra 100% soberana se puede citar el de la empresa de telecomunicaciones uruguaya ANTEL denominado Tannat (nombrado de esta forma haciendo referencia a la cepa de uva más famosa en la elaboración de vinos en el citado país). Conecta al Uruguay con un punto en Brasil y llega a Boca Ratón en Miami, muy cerca del NAP de las Américas Dicho tendido, donde se estimó una inversión de 50.000.000 de u$s permitirá a Uruguay ser el sexto proveedor de conectividad de todo el continente.
La acción de hackers y hacktivistas ha permitido detectar fallos, desatar bloqueos de aplicaciones y servicios así como de sacar a luz el funcionamiento del sistema de infraestructura mundial.

## Características esenciales
- Informática libre y abierta: las iniciativas de Soberanía Tecnológica suelen basarse fundamentalmente en el Software Libre, aunque en circunstancias muy concretas pueden utilizar Software Privativo pero siempre de forma muy medida y autogestionada. No es condición suficiente el uso de software libre, mas es una condición sinequa nom
- Autoorganización horizontal: los proyectos y equipos en iniciativas de Soberanía Tecnológica se caracterizan por metodologías de trabajo y democracia interna tendentes a la horizontalidad, donde las jerarquías se atenúan o desaparecen por completo.
- Resiliencia: los servicios tecnológicos basados progresivamente en más infraestructura autónoma, no sólo se benefician de la autonomía política (libertad de expresión, transparencia, accesibilidad, etc.) sino de la creciente capacidad de un servicio autónomo de soportar y recuperarse ante desastres y perturbaciones de estos sistemas. Entendiendo, en el caso de la Soberanía Tecnológica, como posibles fuentes de «perturbación» tales como: decisiones geopolíticas, arbitrariedad de corporaciones privadas, sectores monopolizados, etc.

## Características deseables
- Economía social: una parte importante de los proyectos e iniciativas de Soberanía Tecnológica va unida a otras fórmulas de economía no tan centradas en el beneficio monetario directo, a diferencia de iniciativas provenientes de grandes corporaciones privadas con objetivos monopolistas o excesivamente opulentos. En cambio, muchas iniciativas de Soberanía Tecnológica van unidas a financiaciones colectivas con micromecenazgo, acuerdos de apoyo mutuo, contraprestaciones con trueque o monedas sociales, etc.
- Economía local: gran parte de las iniciativas unidas a este movimiento se afanan en reducir las dependencias exteriores en sus procesos de aprovisionamiento y se dedican a cubrir las necesidades de un área geográfica próxima.

## Iniciativas notables
Algunas iniciativas ciudadanas que apuntan a la soberanía tecnológica son:
| Iniciativa   | Definición | Esenciales                        | Deseables           |
| ------------ | --- | --------------------------------- | ------------------- |
| Riseup       | Red hacktivista y libertaria que proporciona herramientas de comunicación en línea (correo electrónico, VPN, PADs, etc.) para gente y grupos que trabajan en un cambio social libertario | FOSS, Horizontalidad, Resiliencia | ¿?                  |
| Openkratio   | Iniciativa ciudadana, en pro del Gobierno y Datos Abiertos en las administraciones públicas                                                                                              | FOSS                              | ¿?                  |
| Hackandalus  | Red hacktivista, que pretende poner las TIC al servicio de la comunidad y los movimientos sociales, promoviendo así su empoderamiento                                                    | FOSS, Horizontalidad, Resiliencia | E. Social, E. Local |
| LiberaTIC    | Espacio de informática libre, emprendimiento local y economía social | FOSS, Horizontalidad              | E. Social, E. Local |
| Lorea        | Iniciativa ciudadana, en pro de las Redes Sociales libres y autogestionadas (Ej: N-1),                                                                                                   | FOSS, Horizontalidad, Resiliencia | E. Social, E. Local |
| Ehcofab      | Taller de fabricación digital autónomo | ¿?                                | E. Local            |
| Guifi.net    | Red de telecomunicaciones ciudadana, esto es, una red que es propiedad de todos los que forman parte de ella: abierta, libre y neutral.                                                  | ¿FOSS?, Resiliencia               | E. Social, E. Local |
| IntegralCES  | Iniciativa ciudadana para tener una plataforma de intercambios con moneda social basada en FOSS                                                                                          | FOSS, Horizontalidad, Resiliencia | E. Social, E. Local |
| Agora Voting | Proyecto social FOSS que permite votaciones seguras y escalables a través de Internet | FOSS, Horizontalidad, Resiliencia | ¿?                  |

## Iniciativas relacionadas
- Fairphone: comercio justo y responsable en el ámbito de la telefonía móvil inteligente o teléfonos inteligentes.
- Replicant: colectivo hacktivista desarrollando una distribución del sistema operativo Android, completamente libre, que funcione en varios dispositivos móviles.
- LineageOS (anteriormente, CyanogenMod) - Sistema operativo libre para celulares basado en Android.
- Tor Project: Proyecto que pone el foco en el anonimato del usuario para la navegación en Internet.